# Culicoides maai
Culicoides maai är en tvåvingeart som beskrevs av Wirth och Hubert 1989. Culicoides maai ingår i släktet Culicoides och familjen svidknott.
Artens utbredningsområde är Sarawak. Inga underarter finns listade i Catalogue of Life.